# سیاره تنها (ترانه)

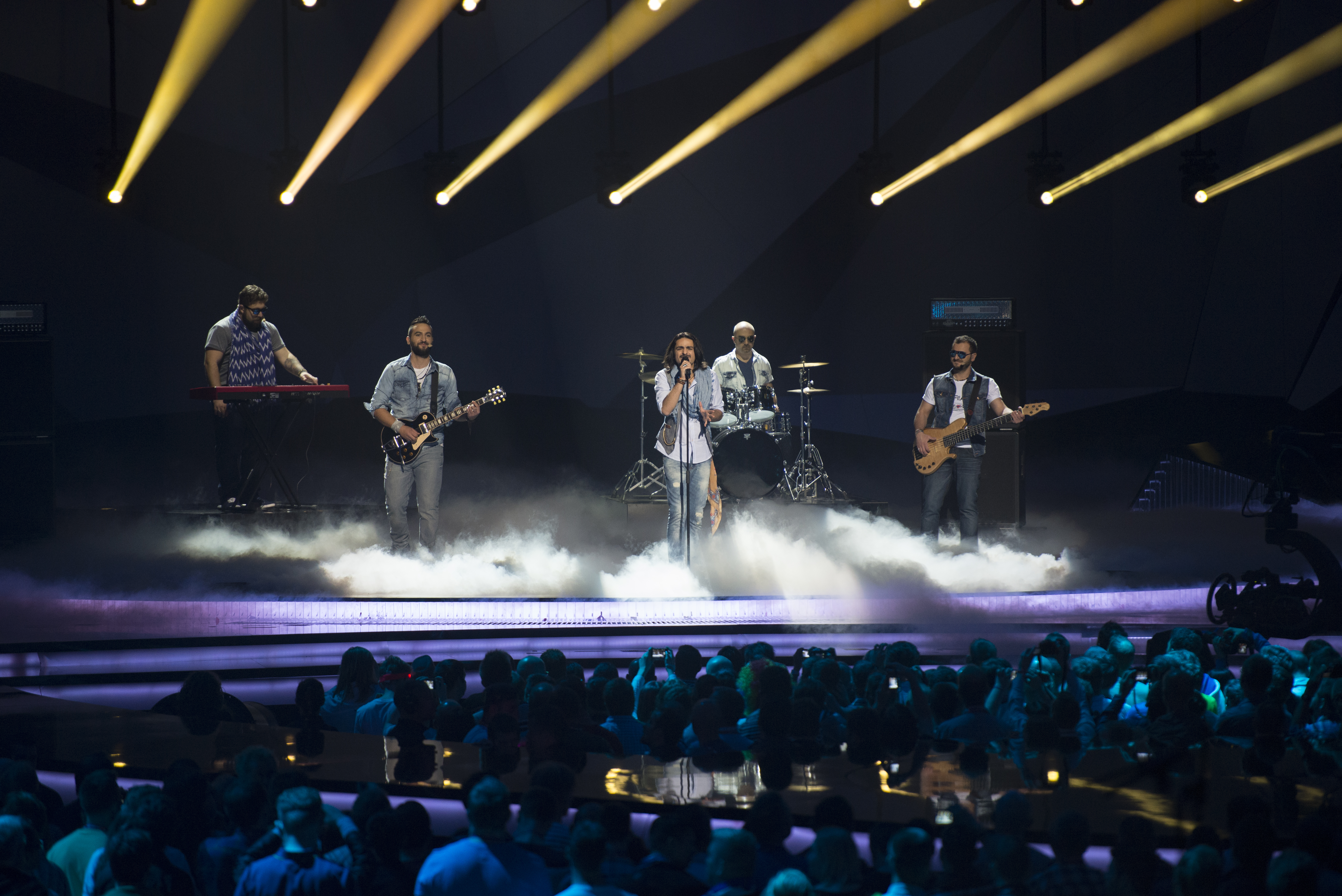
تصویری از مسابقه آواز یوروویژن ۲۰۱۳

"ُسیاره تنها" (انگلیسی: Lonely Planet) ترانه‌ای از گروه موسیقی ارمنستانی دوریانس است. این ترانه نماینده ارمنستان در مسابقه آواز یوروویژن ۲۰۱۳ بود.